# رادوشتیان
رادوشتیان (به مجاری:  Radostyán) یک منطقهٔ مسکونی در مجارستان است که در ناحیه میشکولتس واقع شده‌است.